# Fajoles
 Fajoles  es una comuna y población de Francia, en la región de Mediodía-Pirineos, departamento de Lot, en el distrito de Gourdon y cantón de Payrac.
Está integrada en la Communauté de communes Quercy Bourriane.

## Demografía
| 561 | 541 | ... | ... | 664 | ... | 617 | 661 | 685 | 628 | 638 | 622 | 618 | 618 | 627 | 580 | 578 | 545 | 519 | 519 | 431 | 414 | 348 | 355 | 323 | 286 | 255 | 262 | 253 | 243 | 220 | 211 | 255 | 260 |
| Para los censos de 1962 a 1999 la población legal corresponde a la población sin duplicidades (Fuente: INSEE [Consultar]) |     |     |     |     |     |     |     |     |     |     |     |     |     |     |     |     |     |     |     |     |     |     |     |     |     |     |     |     |     |     |     |     |     |